# Al-Salihiyah, Tỉnh Deir ez-Zor
Al-Salihiyah (tiếng Ả Rập: الصالحية; cũng đánh vần Salhiyé) là một thị trấn ở miền đông Syria, thuộc chính quyền của Tỉnh Deir ez-Zor, nằm ở bờ phía tây của sông Euphrates, phía nam Deir ez-Zor. Các địa phương gần đó bao gồm al-Asharah, Mayadin và al-Muhasan ở phía bắc và Hajin và al-Jalaa ở phía nam. Theo Cục Thống kê Trung ương Syria, al-Salihiyah có dân số 4.471 trong cuộc điều tra dân số năm 2004. Ngôi làng nằm ngay bên cạnh địa điểm của Dura-Europos cổ đại.

## Nội chiến Syria
Trong cuộc nội chiến ở Syria, thị trấn nằm ở trung tâm của caliphate tự xưng của ISIL từ đầu năm 2014 đến tháng 12 năm 2017. Vào ngày 3 tháng 12 năm 2017, Lực lượng Tiger thuộc chính phủ Syria đã bao vây thị trấn, người sau đó bị bắt vào ngày 7 tháng 12. Đây là một trong những thị trấn cuối cùng ở phía tây Euphrates bị ISIL kiểm soát.
Trong một cuộc phản công vào ngày 13 tháng 12, lực lượng ISIL đã chiếm lại được thị trấn trong một thời gian ngắn, chỉ để mất nó một lần nữa, cùng với tất cả các lãnh thổ khác đã giành được trong cuộc phản công của họ khi, ba ngày sau, một cuộc tấn công lớn của quân đội Syria đã được phát động ở bờ tây Euphrates con sông.